# Strelicja królewska
Strelicja królewska (Strelitzia reginae Ait.) – gatunek dużej, ozdobnej rośliny z rodziny strelicjowatych, o oryginalnej, grzbiecistej budowie i kontrastowych kolorach kwiatów: pomarańczowym i niebieskim, przypominających ubarwienie ptaków rajskich, stąd wzięła się jej angielska nazwa – Bird of Paradise. Pochodzi z Południowej Afryki, gdzie występuje nad brzegami rzek i na obszarach przybrzeżnych. Strelicja swą botaniczną nazwę otrzymała na cześć Charlotty Mecklenburg-Strelitz, żony króla Wielkiej Brytanii Jerzego III.

## Morfologia
ŁodygaW postaci krótkiego, w większości podziemnego kłącza.
LiścieWiecznie zielone, mocne, długości 1,5–2 m. Blaszki liściowe dorosłej rośliny osiągają do 70 cm długości i 30 cm szerokości, a same ogonki liściowe do 1 m i średnicy 1 cm.
KwiatyOkwiat o intensywnej, pomarańczowej barwie z ciemnoniebieskimi słupkami.
OwoceSkórzaste, suche, pękające, z pomarańczowymi wypustkami i licznymi nasionami w środku.
| Kwiatostan | Pokrój | Nasiona |

## Biologia
Bylina. Kwitnie od lutego do końca wiosny, w sprzyjających warunkach od września do końca kwietnia. Jej kwiaty wydzielają nektar, którym żywią się ptaki nektarniki, np. cukrzyki afrykańskie, dokonując jednocześnie aktu zapylania.

## Zastosowanie
W krajach o ciepłym klimacie (np. Wyspy Kanaryjskie) używa się jej do dekoracji nie tylko ogrodów, ale również poboczy dróg i skwerów. Jako roślina doniczkowa najczęściej sprzedawana jest jej odmiana 'Humilis', osiągająca najwyżej metr wysokości. 'Mandelas Gold' ma dwubarwne, żółtopomarańczowe i purpurowoniebieskie kwiatostany.

## Uprawa
W klimacie umiarkowanym roślinę tę można uprawiać tylko w doniczkach jako roślinę pokojową. Najlepszy termin siewu – od lutego do października. W czasie wegetacji wymaga systematycznego dokarmiania. Latem może stać w ogrodzie w miejscu zacisznym i słonecznym. Zimą najkorzystniejsza temperatura to około 10 °C i maksymalna ilość światła.

## Obecność w kulturze

### Filatelistyka
Poczta Polska wyemitowała 15 maja 1968 r. znaczek pocztowy przedstawiający sterlicję królewską o nominale 30 gr, w serii Kwiaty. Druk w technice offsetowej na papierze kredowym. Autorem projektu znaczka był Tadeusz Michaluk. Znaczek pozostawał w obiegu do 31 grudnia 1994 r.